# Ningikuga
Ningikuga ("Dama čiste trske") je sumerska božica trske i močvara, kćer Anua i jedne od njegovih žena - Name, te je polusestra Annuaka. Ona se udala za svog brata Enkija, kojem je rodila Ningal, preko koje je baka Utua - Sunca.